# 北京长峰医院
北京长峰医院，创建于1980年代，现为二级综合医院，以血管瘤专科为主。

## 历史
1980年代初，北京丰台长峰医院由解放军301医院的一批老教授组建而成，现为二级综合医院，也是北京市医保定点医院，占地面积超过两万平方米。该院以血管瘤专科为主，以静脉曲张等疾病为诊疗特色。长峰医院自2020年COVID-19疫情爆发以来陷入财困，虽然得到地方政府的贷款和信用额度以用来支付工资、房租和药品，但仍然在2022年上半年录得过千万人民币的亏损。《每日經濟新聞》则报道该医院於4月12日抛售其他私营医院的股份。
北京长峰医院在全国中小企业股份转让系统上市（新三板：870890，简称：长峰医院）。